# جوگال هانسراج
جوگال هانسراج (انگلیسی: Jugal Hansraj؛ زادهٔ ۲۶ ژوئیه ۱۹۷۲ (age ۴۳)) هنرپیشه، کارگردان و فیلم‌نامه‌نویس اهل کشور هند است.

## فیلم‌شناسی
فهرست برخی از فیلم‌هایی که جوگال هانسراج در آنها به ایفای نقش پرداخته‌است:
- گاهی خوشی گاهی غم
- تازه ازدواج‌کرده
- محبت‌ها
- بابا
- داستان ۲
- سلطنت
- بیا برقصیم
- بی‌گناه
- بیا در آغوشم
- آهن
- قانون
- حقیقت دروغین
- داستان‌های شهوت ۲
- شیو شاستری بالبوآ (۲۰۲۳)